# قرار مجلس الأمن التابع للأمم المتحدة رقم 665
تم تبني قرار مجلس الأمن التابع للأمم المتحدة رقم 665 يوم 25 أغسطس 1990. بعد المطالبة بالتطبيق الكامل والفوري لقراراته 660 و661 و662 و664، وقد قرر، في قراره 661، أن يفرض الجزاءات الاقتصادية بموجب الفصل السابع من ميثاق الأمم المتحدة، وتصميماً منه على انهاء احتلال العراق للكويت، وهو ما يعرض للخطر وجود دولة من الدول الأعضاء، وعلى استعادة السلطة الشرعية للكويت وسيادتها واستقلالها وسلاتمها الإقليمية.
اتخذ القرار بأغلبية 13 صوتاً مقابل لا شيء، وامتناع عضوين عن التصويت (اليمن وكوبا).